# Список богомолов (Mantodea) Волгоградской области
Список богомолов (Mantodea) Волгоградской области включает всего несколько видов, один из которых включен в Красную книгу Волгоградской области.

## Список
| Отряд Богомоловые ( Mantodea) |                                                                                        | |
|                               | Богомол обыкновенный, или богомол религиозный (Mantis religiosa)                       | Самый распространенный вид на территории региона.                                                          |
|                               | Боливария короткокрылая (Bolivaria brachyptera)                                        | Занесена в Красную книгу Волгоградской области.                                                            |
|                               | Ирис восточный или Богомол пятнистокрылый (пятнистый, испещренный) (Iris polystictica) | Занесен в список животных являющихся объектами мониторинга на территории Волгоградской области.            |
|                               | Эмпуза перистоусая или песчаная (Empusa pennicornis)                                   | Занесен в список животных являющихся объектами мониторинга на территории Волгоградской области. Фотография |